# عدنان عكاشة
عدنان يوسف عكاشة (9 أبريل 1975 - ) صحافي أردني فلسطيني من قرية زيتا بمحافظة طولكرم الفلسطينية، ومن مواليد الكويت، يعمل في عدد من الوسائل الإعلام، وهو مدير صحيفة الخليج الإماراتية في رأس الخيمة.

## نشأته
ولد عدنان يوسف عكاشة بتاريخ 9 أبريل 1975 في الكويت، وهو من قرية زيتا في محافظة طولكرم الفلسطينية بالضفة الغربية، وقد نشأ وتلقى تعليمه لمدة 15 عامًا في مدينة الفحيحيل الكويتية، قبل أن ينتقل للإقامة نهائيًا في الأردن، إثر دخول القوات العراقية للكويت، وهو حاصل على البكالوريوس في اللغة العربية من جامعة جرش بالأردن.

## عمله الصحفي
بدأ العمل الصحافي في صحيفة الرأي الأردنية في مكتبها الرئيسي في العاصمة عمان، ضمن القسم الثقافي، لمدة 11 شهراً تقريبًا، ثم التحق بصحيفة الخليج الإماراتية، حيث لا يزال يعمل حتى الآن. يملك تجارب عدة في حقل العمل الصحافي، من بينها مراسل لإذاعة الفجيرة في الإمارات العربية، ولعدد من الصحف والمجلات العربية. شارك في رئاسة وعضوية عدد من اللجان الإعلامية، وهو عضو في جمعية الصحفايين في الإمارات، وعضو الاتحاد الدولي للصحفيين.

## تحقيقاته الصحفية
أنتج عكاشة العديد من التحقيقات والتقارير الصحافية، بينها تحقيق موسع من 3 حلقات، حول حالة البحث العلمي في الإمارات والوطن العربي، وتحقيق حول المخاطر الجيولوجية والاستعداد للكوارث الطبيعية في الإمارات، لاسيما ما يتعلق بالزلازل والفيضانات، ومُتابعة من حلقات عدة لواقعة اختطاف "نواخذة"، وهم الصيادون أو قادة سفن الصيد، في اللهجات الخليجية، من قبل قوة بحرية إيرانية، وتقرير مُوسع حول رحلة قام بها على متن طائرة عمودية إلى منطقة جبلية، قريبة من أعلى قمة جبلية في الإمارات، سلط فيه الضوء على حياة 5 مواطنين إماراتيين من كبار السن، يعيشون في الجبال، حيث موطن آبائهم، بمنأى عن صخب المدينة المعاصرة، وتحقيق آخر عن أوضاع المعاقين في المناطق النائية، وسواها الكثير.